# The Boss (Band)
The Boss (대국남아, oft auch DGNA genannt) ist eine südkoreanische Boygroup mit fünf Mitgliedern, geformt unter Open World Entertainment im Jahr 2010. In Südkorea sind sie als Dae Guk Nam Ah bekannt, was übersetzt „The Boys from Super Space“ (Die Jungs aus dem Super-All) bedeutet. Daraus wurde der englische Name „The Boss“ abgeleitet. In Japan heißen sie Daikoku Danji (大国男児).

## Geschichte
Die Band besteht aus Mika, Karam, Hyunmin, Injun und Jay. Alle Mitglieder von The Boss waren bei Xing Entertainment unter Vertrag und ehemalige Mitglieder der Generationenband Xing, wo sie allerdings andere Bühnennamen trugen. Nachdem sie am 28. Januar 2010 offiziell angekündigt wurden, machten sie ihr Debüt am 4. März 2010 mit dem Lied Admiring Boy auf dem Unterhaltungssender Mnet beim M!Countdown. Ihr erstes Comeback hatten sie am 18. Juni 2010 bei der KBS2 Music Bank mit Biteul, Biteul (비틀비틀, auch bekannt als Stumble, Stumble), nachdem sie das zugehörige Musikvideo veröffentlicht hatten.
Mika verließ die Gruppe im Dezember 2018. Es wird spekuliert, dass sich die Boyband mittlerweile stillschweigend aufgelöst hat.